# Draft de la NFL de 2021
El Draft de la NFL del 2021 fue el Draft de la Liga Nacional de Fútbol Americano número 86, es la reunión realizada anualmente por parte de las franquicias de la National Football League (NFL), en español conocida como Liga Nacional de Fútbol Americano, para seleccionar a los nuevos jugadores elegibles para la temporada 2021 de la NFL . El draft se llevó a cabo en Cleveland del 29 de abril al 1 de mayo del 2021.
Fueron seleccionados cinco mariscales de campo en la primera ronda: Trevor Lawrence, Zach Wilson, Trey Lance, Justin Fields y Mac Jones, es el segundo número más alto de selecciones de mariscales de campo en la primera ronda (empatado con los drafts de 1999 y 2018 ) después de los seis seleccionados en 1983. . El draft también marca la tercera vez que las tres primeras selecciones (Lawrence, Wilson y Lance) fueron mariscales de campo, después de los drafts en 1971 y 1999. Un total de ocho mariscales de campo fueron seleccionados en las tres primeras rondas, la mayor cantidad en la historia de los Draft de la NFL. Sin embargo, al contrario, en las rondas cuatro a siete solo dos mariscales de campo fueron seleccionados.
En adición al alto número de mariscales de campo, seis jugadores de Alabama fueron elegidos en la primera ronda, lo cual esta igualado con los seis jugadores de Miami en 2004 a la mayor cantidad de seleccionados en la primera ronda dentro de un deporte individual. En cambio, ningún jugador de la Conferencia de los 12 Grandes, (inglés: Big 12 Conference) fue elegido en la primera ronda por primera vez desde que la conferencia empezó en 1996. El draft tampoco vio ningún jugador de Michigan State seleccionado por primera vez en 80 años.
Los Scouts consideraron las últimas rondas del draft carentes de perspectiva deseable debido a la Pandemia de COVID-19, acortando la temporada 2020 del Football Universitario (inglés: college football) . La NCAA concedió un año extra de elegibilidad y una opción de retirarse para los atletas debido a la corta temporada, lo que resultara en muchos prospectos regresando a la escuela en vez de declarar para el draft.

## Proceso de licitación de la ciudad anfitriona
La ciudad anfitriona fue elegida durante el encuentro dentro de la Liga de Primavera de la NFL el 22 de mayo del 2019. Cleveland y la Ciudad de Kansas fueron anunciadas como los anfitriones para el 2021 y el 2023, respectivamente, siendo parte de los finalistas restantes del draft del 2019 después de que Las Vega fue elegida como anfitrión en el evento del 2020 (más tarde movido a la edición 2022 del draft).

## Selección de jugadores
La siguiente tabla es el desglose de los 259 jugadores seleccionados por posición:
| - 38 cornerbacks - 36 wide receivers - 33 defensive ends | - 25 offensive tackles - 22 linebackers - 21 safeties | - 19 defensive tackles - 18 running backs - 13 offensive guards | - 11 tight ends - 10 quarterbacks - 8 centers | - 2 long snappers - 1 fullback | - 1 placekicker - 1 punter |

## Selecciones del Draft
|  |  | Indica jugador miembro del Pro Football Hall of Fame                                |
|  |  | Indica jugador que ha sido seleccionado por lo menos en un Pro Bowl y en el All-Pro |
|  |  | Indica jugador que ha sido seleccionado por lo menos en un Pro Bowl                 |
|  |  | Indica jugador que ha sido seleccionado por lo menos en un All-Pro                  |

| C  | Center            |     | CB                 | Cornerback |                   | DB | Defensive back   |  | DE | Defensive end |
| DL | Defensive lineman | DT  | Defensive tackle   | FB         | Fullback          | FS | Free safety      |  |    |               |
| G  | Guard             | HB  | Halfback           | ILB        | Inside linebacker | K  | Placekicker      |  |    |               |
| KR | Kick returner     | LB  | Linebacker         | LS         | Long snapper      | OT | Offensive tackle |  |    |               |
| OL | Offensive lineman | OLB | Outside linebacker | NT         | Nose tackle       | P  | Punter           |  |    |               |
| PR | Punt returner     | QB  | Quarterback        | RB         | Running back      | S  | Safety           |  |    |               |
| SS | Strong safety     | TB  | Tailback           | TE         | Tight end         | WR | Wide receiver    |  |    |               |

### Primera ronda

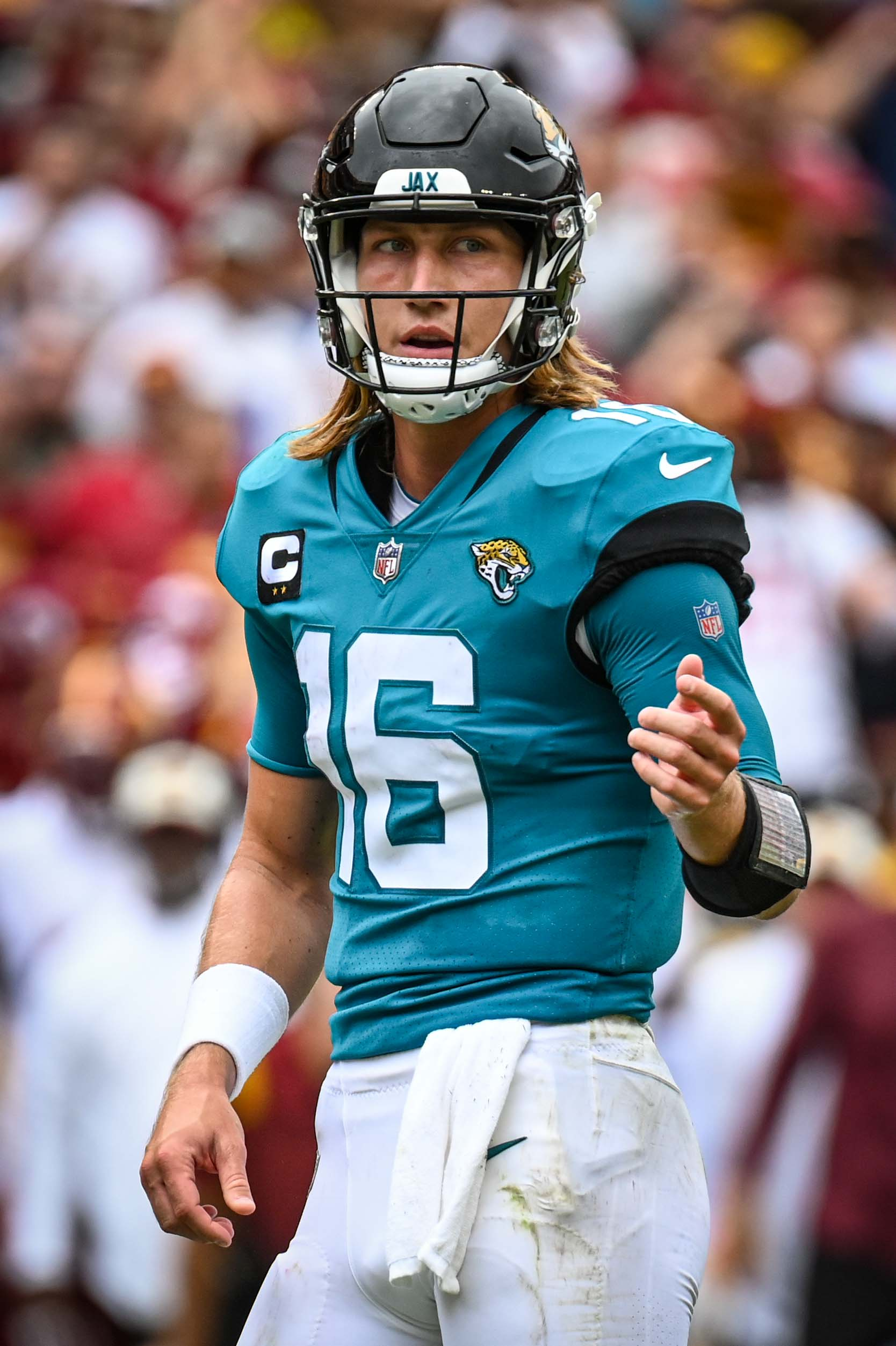
Trevor Lawrence, n.º 1 del draft, elegido por los Jacksonville Jaguars.

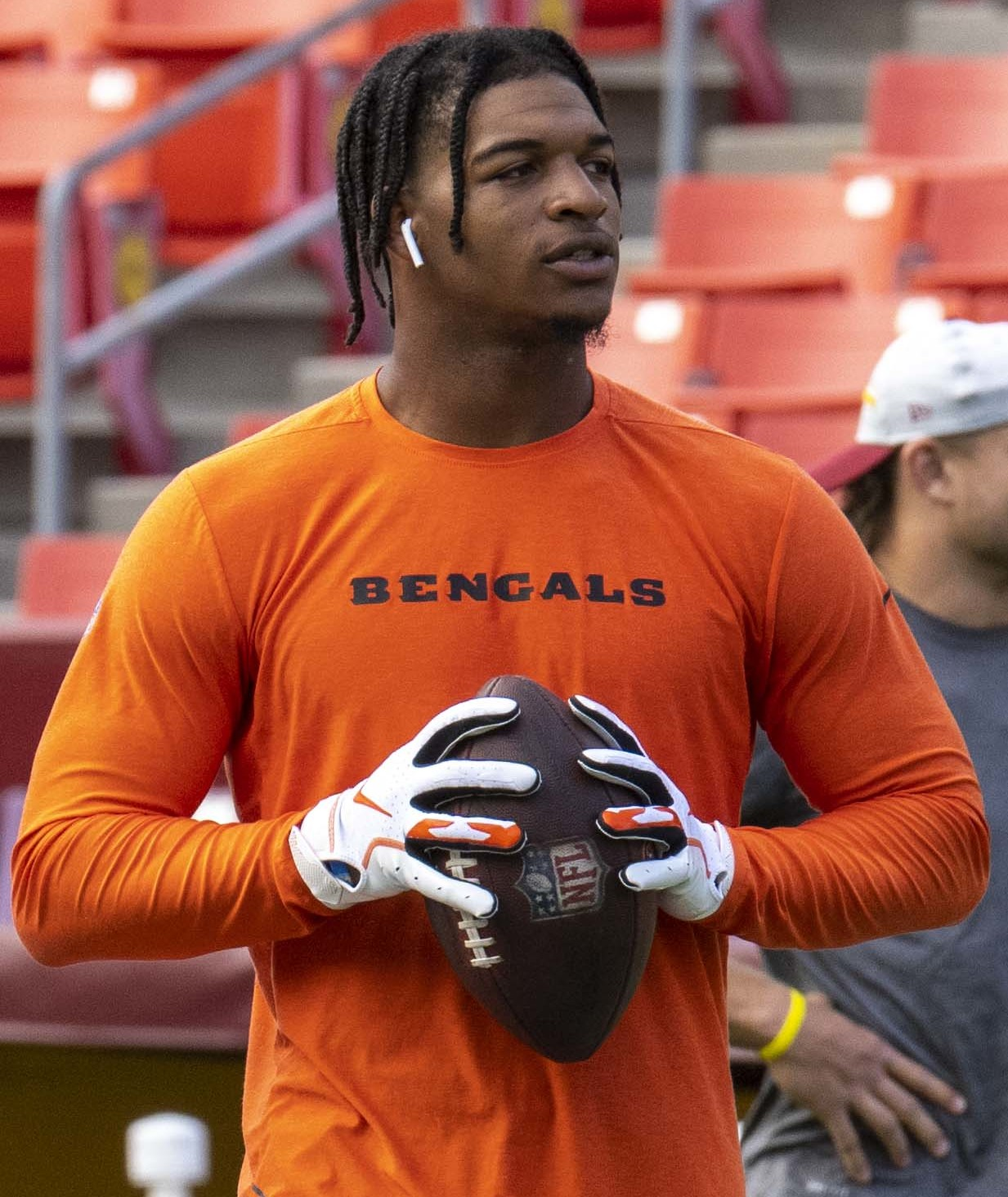
Ja'Marr Chase, n.º 5 del draft, elegido como el Novato Ofensivo del Año en la temporada 2021.

| Pick | Jugador            | Pos. | Equipo                                                        | Universidad        | Conf.                |
| ---- | ------------------ | ---- | ------------------------------------------------------------- | ------------------ | -------------------- |
| 1    | Trevor Lawrence    | QB   | Jacksonville Jaguars                                          | Clemson            | ACC                  |
| 2    | Zach Wilson        | QB   | New York Jets                                                 | BYU                | Independiente (NCAA) |
| 3    | Trey Lance         | QB   | San Francisco 49ers (desde Houston via Miami)                 | North Dakota State | MVFC                 |
| 4    | Kyle Pitts         | TE   | Atlanta Falcons                                               | Florida            | SEC                  |
| 5    | Ja'Marr Chase      | WR   | Cincinnati Bengals                                            | LSU                | SEC                  |
| 6    | Jaylen Waddle      | WR   | Miami Dolphins (desde Philadelphia)                           | Alabama            | SEC                  |
| 7    | Penei Sewell       | OT   | Detroit Lions                                                 | Oregon             | Pac-12               |
| 8    | Jaycee Horn        | CB   | Carolina Panthers                                             | South Carolina     | SEC                  |
| 9    | Patrick Surtain II | CB   | Denver Broncos                                                | Alabama            | SEC                  |
| 10   | DeVonta Smith      | WR   | Philadelphia Eagles (desde Dallas)                            | Alabama            | SEC                  |
| 11   | Justin Fields      | QB   | Chicago Bears (desde NY Giants)                               | Ohio State         | Big Ten              |
| 12   | Micah Parsons      | LB   | Dallas Cowboys (desde San Francisco via Miami y Philadelphia) | Penn State         | Big Ten              |
| 13   | Rashawn Slater     | OT   | Los Angeles Chargers                                          | Northwestern       | Big Ten              |
| 14   | Alijah Vera-Tucker | OG   | New York Jets (desde Minnesota)                               | USC                | Pac-12               |
| 15   | Mac Jones          | QB   | New England Patriots                                          | Alabama            | SEC                  |
| 16   | Zaven Collins      | LB   | Arizona Cardinals                                             | Tulsa              | The American         |
| 17   | Alex Leatherwood   | OT   | Las Vegas Raiders                                             | Alabama            | SEC                  |
| 18   | Jaelan Phillips    | DE   | Miami Dolphins                                                | Miami (FL)         | ACC                  |
| 19   | Jamin Davis        | LB   | Washington Football Team                                      | Kentucky           | SEC                  |
| 20   | Kadarius Toney     | WR   | New York Giants (desde Chicago)                               | Florida            | SEC                  |
| 21   | Kwity Paye         | DE   | Indianapolis Colts                                            | Michigan           | Big Ten              |
| 22   | Caleb Farley       | CB   | Tennessee Titans                                              | Virginia Tech      | ACC                  |
| 23   | Christian Darrisaw | OT   | Minnesota Vikings (desde Seattle via NY Jets)                 | Virginia Tech      | ACC                  |
| 24   | Najee Harris       | RB   | Pittsburgh Steelers                                           | Alabama            | SEC                  |
| 25   | Travis Etienne     | RB   | Jacksonville Jaguars (desde LA Rams)                          | Clemson            | ACC                  |
| 26   | Greg Newsome II    | CB   | Cleveland Browns                                              | Northwestern       | Big Ten              |
| 27   | Rashod Bateman     | WR   | Baltimore Ravens                                              | Minnesota          | Big Ten              |
| 28   | Payton Turner      | DE   | New Orleans Saints                                            | Houston            | The American         |
| 29   | Eric Stokes        | CB   | Green Bay Packers                                             | Georgia            | SEC                  |
| 30   | Gregory Rousseau   | DE   | Buffalo Bills                                                 | Miami (FL)         | ACC                  |
| 31   | Odafe Oweh         | DE   | Baltimore Ravens (desde Kansas City)                          | Penn State         | Big Ten              |
| 32   | Joe Tryon-Shoyinka | DE   | Tampa Bay Buccaneers                                          | Washington         | Pac-12               |